# Сєрова Валентина Василівна
Валентина Василівна Сєрова, до шлюбу Половикова (23 грудня 1917 (фактично 10 лютого 1919) — 11 січня 1975) — радянська акторка театру і кіно, композиторка українського походження. Заслужена артистка РРФСР (1946). Лауреатка Сталінської премії другого ступеня (1947).

## Біографія
Валентина Сєрова народилася в Харкові 10 лютого 1919 року. Мати — акторка Клавдія Михайлівна Половикова, до шлюбу Діденко; батько — Василь Половиков (Половик, 1893—1966), інженер-гідролог, був репресований. Валентина майже все своє дитинство провела у бабусі у місті Валки (район Посуньки, за річкою Мжа). У 1927 році вони з матір'ю переїхали до Москви. У 10 років Валентина вийшла на сцену студії Малого театру у виставі «Настане час» за драмою Р. Роллана. Її дебютом була роль хлопчика на ім'я Давид — сина головної героїні вистави, яку грала її мати. Згодом Валентина вчилася акторській професії у своєї матері в Центральному технікумі театрального мистецтва в 1933—1934 роках. Оскільки в технікум приймали тільки з 16 річного віку, Валентина підчистила свою метрику, виправивши день народження на 23 грудня 1917 року. З того часу саме ця дата вважалася офіційним днем народження Валентини Сєрової.

### Кар'єра
Професійну кар'єру Сєрова почала на підмостках Центрального ТРАМу (нині Ленком), де працювала з 1933 по 1941 рік, 1943—1950, 1959—1964. Перша роль у цьому театрі — Любов Гордіївна в п'єсі Островського «Бідність - не вада». Дебют в кіно — роль Груні Корнакової в дитинстві («Груня Корнакова», 1934 г.), проте згодом цей епізод в фільм не потрапив.

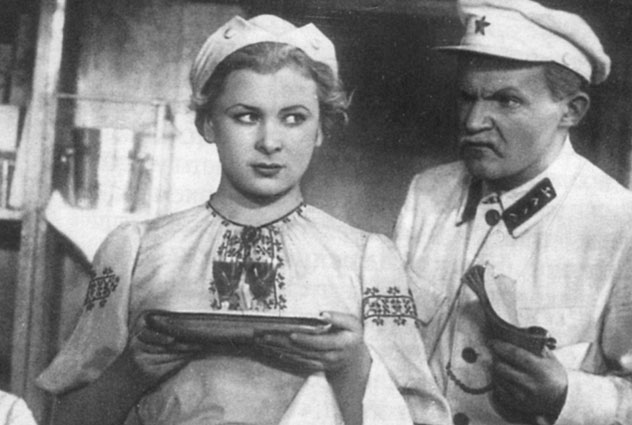
1939 рік. Валентина Сєрова у фільмі "Дівчина з характером".

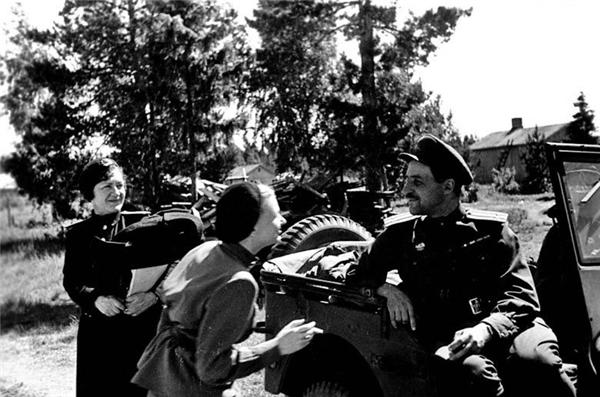
Письменник К. М. Симонов, артистка В. В. Сєрова та художниця А. С. Вишневицька на Ленінградському фронті, 1944 рік

Наприкінці 1930-х, у 1940-х роках Валентина Сєрова була однією з найпопулярніших акторок СРСР. Якщо в своєму першому фільмі, що вийшов на екран, «Суворий юнак» А. Роома вона ще фігурує як Валентина Половікова — юна акторка з темним волоссям, то через чотири роки, в 1939-му, в «Дівчині з характером» К. Юдіна вона вже блондинка Валентина Сєрова та виконує головну роль. Наступний фільм Юдіна «Серця чотирьох» з Сєровою та Целіковською Людмилою Василівною, що грають двох сестер, був знятий в 1940 році, прем'єра в Домі кіно відбулася в травні 1941-го, проте через війну на екрани кінотеатрів він вийшов тільки на початку 1945-го. Під час війни Валентина Сєрова зіграла головну жіночу роль у фільмі «Чекай мене» за п'єсою Симонова, де виконала авторську пісню «Чуєш...Ти чекай мене (вірш)».  Зйомки проходили в Алма-Аті, куди евакуювали Ленфільм і Мосфільм. У Москві вона в той період стала акторкою театру драми під керівництвом Н. М. Горчакова. Крім зйомок у кіно, до війни, а також в перші повоєнні роки Сєрова була провідною акторкою театру ім. Ленінського комсомолу, де виконувала ролі в таких спектаклях, як «Зикови», «Як гартувалася сталь», «Хлопець з нашого міста», «Під каштанами Праги», «Так і буде», «Сірано де Бержерак», «Російське питання» та інших.

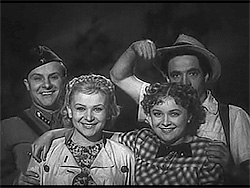
Кадр з фільму «Серця чотирьох»
В.Сєрова, Л. Целіковська, Є. Самойлов, П. Шпрингфельд

У 1950-х роках, після народження дочки, вона не стала повертатися в театр ім. Ленінського комсомолу, а влаштувалася в Малий театр, чому посприяв Костянтин Симонов. Традиції цієї трупи в чому відрізнялися від того, до чого звикла Сєрова в театрі ім. Ленінського комсомолу. Знайти своє місце в академічному театрі з традиційно класичним репертуаром їй було нелегко. Валентині Василівні дали тільки одну роль — акторуи Коринкиної в п'єсі «Без вини винуваті». Однак в один з вечорів вона не з'явилася на спектакль, її терміново замінила інша акторка, і в театрі вибухнув скандал. Через деякий час цю історію розбирав товариський суд, і в результаті Сєрової довелося піти з Малого. Вона перейшла в Театр імені Моссовєта, де відслужила близько семи років і була досить щільно зайнята в репертуарі, хоча практично не отримувала помітних ролей. Одним з її успіхів в той період стала роль Лідії в спектаклі «Сомов та інші» за Горьким, Цю роль Валентина Василівна грала в чергу з Любов'ю Орловою. Один або два рази під час хвороби Орлової вона заміняла її в спектаклі «Ліззі Маккей». З театру ім. Моссовєту Сєрова пішла так само, як і з Малого: під час гастролей в Ленінграді вона разом з колегою зловжила алкоголем, що стало згодом предметом розгляду в колективі. У зв'язку з тим, що цей інцидент був уже не першим, акторці запропонували звільнитися. Через деякий час їй вдалося повернутися до театру ім. Ленінського комсомолу, на сцену якого вона виходила в 1960-х роках, виконуючи вже вікові ролі. Останнім місцем роботи Сєрової став Театр-студія кіноактора, де вона дев'ять років грала одну роль — Марію Миколаївну в спектаклі «Російські люди» за п'єсою Симонова.
|  | «Десять років вона грала там тільки одну роль - Марію Миколаївну в п`єсі Симонова "Руські люди". Вона мріяла про роботу, але їй ніхто нічого не пропонував. Дома, коли була "у нормі", вчила ролі, які хотіла зіграти. Самою заповітною мрією була Бланш з "Трамвая "бажання" Теннессі Вільямса.» Марія Симонова |

|  | «У Об`єднаному театрі драми під керуванням Горчакова вона грала лише дві ролі — Валю Анощенко в „Руських людях“ Симонова та Лизу в тургенівському „Дворянському гнізді“.» — Зоя Асєєва |

У кіно після «Безсмертного гарнізону» у Сєрової були тільки дві невеликі ролі — у фільмах «Кремлівські куранти» 1970 року та «Діти Ванюшина» 1973-го. У 1967 році вона знімалася в картині Самсона Самсонова «Арена», але від ролі при монтажі залишилося кілька кадрів.

### Особисте життя
11 травня 1938 року Валентина Половикова одружилася з прославленим льотчиком-випробувачем, героєм громадянської війни в Іспанії Анатолієм Сєровим. Однак спільне життя тривало недовго: 11 травня 1939 року при виконанні навчально-тренувального польоту Анатолій Сєров розбився разом з відомою радянською льотчицею Поліною Осипенко. У вересні того ж року Сєрова народила сина, якого назвала теж Анатолієм.
Другим її чоловіком став письменник Костянтин Симонов. Однак спільне життя не склалося. Костянтин, у якого не складалися стосунки з Анатолієм, її сином від першого шлюбу, наполіг на відправці хлопчика в інтернат за Урал, хоча родичі загиблого Анатолія Сєрова просили віддати Толіка їм. Життя Анатолія Сєрова склалося трагічно: він потрапив в колонію і повернувся в Москву важким алкоголіком, після чого незабаром помер в 36-річному віці.

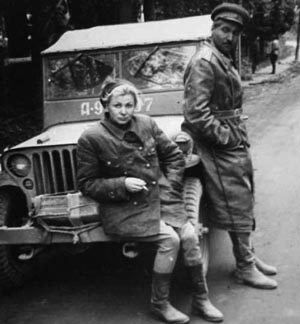
Валентина Сєрова і Костянтин Симонов, 1944 рік

У 1950 році у Сєрова народила дочку Машу. У 1957 році подружжя розлучилося.
|  | «Те, що було в мене з твоєю матір`ю, було найбільшим щастям мого життя та його найбільшим горем» Костянтин Симонов |

Ще наприкінці 1940-х акторка стала зловживати алкоголем, що негативно позначилося як на її шлюбі з Симоновим, так і на роботі в театрі.
«Нещастя переслідували її. Хвороба, довгі, виснажливі курси лікування, син Толя — хронічний алкоголик, що чудом не потрапив до тюрми, безкінечні суди з матір`ю, яка у розрахунку на симоновські аліменти, намагалась позбавити Валю материнських прав. Марію відібрати не вдалося, чого це їй коштувало! Що могло її врятувати, так це якась хороша, серьйозна робота. Але привид скандалу, що незримо майорів за її спиною, погані чутки закривали їй двері кіностудій та столичних театрів. до того ж ні для кого не було таємницею, що Симонову неприємно було чути саме ім`я Сєрової, її поява на сцені чи екрані. Про це знало керівництво, про це знала вона». (Інна Макарова)
Дочку Марію Симонову виховувала мати акторки Клавдія Половікова, яка за рішенням суду не дозволяла Сєрової бачитися з дочкою [6].
«Мамі мене повернули після суду. Вона два роки зовсім не пила. Допоміг дідусь, Василь Васильович Половиков. Його через Мосміськдовідку знайшла мамина подруга по театру. Він жив у Москві, але не знав, у якому стані знаходиться його знаменитта дочка. Став її лікувати, а через п`ять років помер від інфаркту. Він був кремезним, сильним і просто згорів від всієї цієї історії. Але він врятував маму. Якби не дід, вона б загинула раніше. Вони поховані разом, на Головинському цвинтарі.» Марія Симонова

### Смерть
Валентина Сєрова була знайдена мертвою в своїй розкраденій московській квартирі. Смерть сталася при нез'ясованих обставинах у ніч з 11 на 12 грудня 1975 року. Єдиним повідомленням в пресі про смерть акторки була маленька замітка на останній сторінці «Вечірньої Москви». Симонов надіслав до гробу 58 троянд. Похована на 25-ій дільниці Головінського кладовища поруч з батьком, Василем Васильовичем Половіковим.

## Визнання і нагороди
Заслужена артистка РРФСР (1946)
Сталінська премія другого ступеня (1947) — за виконання ролі дружини М. І. Глінки в фільмі «Глінка» (1946)
Орден «Знак Пошани» (1948)

## Фільмографія
- 1935 — Суворий юнак — Ліза
- 1937 — Кордон на замку — Катя Іванова
- 1939 — Дівчина з характером — Катя Іванова
- 1941 — Серця чотирьох — Галина Сергіївна Мурашова
- 1941 — Весняний потік — Надя Кулагіна
- 1943 — Чекай мене — Ліза Єрмолова
- 1946 — Глінка — Марія Петрівна Іванова (Глінка)
- 1950 — Змова приречених — Кіра Рейчел
- 1956 — Безсмертний гарнізон — Марія Миколаївна
- 1967 — Арена — дружина клоуна
- 1970 — Кремлівські куранти — Забєліна
- 1973 — Діти Ванюшина — Кукарнікова

## Сім'я
- Анатолій Сєров (1910—1939)
  - Син — Анатолій Сєров (1939—1974)
- Костянтин Симонов (1915—1979)
  - Дочка — Марія Симонова (народ. 1950)

## Образ в культурі
Костянтин Симонов присвятив Сєрової ліричну збірку «З тобою і без тебе», що вийшла в роки війни і користувалася великою популярністю. Пізніше, після розлучення, він прибрав ім'я акторки з перевидань. Лише над знаменитим «Жди меня …» залишилися дві букви В. С.

## Посмертні екранізації
За мотивами біографії Сєрової був знятий телесеріал «Зірка епохи», де роль Сєрової (в серіалі Сєдової) зіграла Марина Александрова. «Зірка епохи» (Любов до тебе як лихо) — російський телесеріал, заснований на романі Наталії Пушнової "Валентина Сєрова. Коло відчуження ". Проект містить численні алюзії на особисте життя і творчість популярної акторки Валентини Василівни Сєрової, залишаючись при цьому, за твердженням продюсера Юрія Мацюка, в межах художнього твору, що допускає творчий вимисел. На підставі цього і на вимогу родичів деяких історичних персон, які фігурують в серіалі, їх справжні прізвища були замінені на співзвучні [1]. (посилання на статтю в російській вікіпедії)
Родичі деяких персон, алюзії на яких присутні в серіалі, неодноразово публічно висловлювали свій протест проти використання у фільмі неперевірених чуток і домислів, що ганьблять честь і гідність їх близьких. Наприклад, онук маршала Рокоссовського Костянтин спростував існування роману між його дідом і Валентиною Сєровою ще до виходу фільму. Він підтверджує факт знайомства маршала і акторуи, а також єдиний спільний візит в театр, який, ймовірно, і породив чутки про їхній роман [2]. Правнучка відомого воєначальника — Аріадна Рокоссовська, повторюючи аргументи свого батька про вірність Рокоссовського своїй сім'ї (що не пропала безвісти за версією серіалу, а перебувала за відомою всім адресою в евакуації), додатково коментує невідповідність реаліям екранних образів Сталіна, Берії, Жукова [1]. Син Костянтина Симонова Олексій Кирилович підготував 16 сторінок зауважень до сценарію, а його сестра Марія — 12, які так і не були враховані творцями фільму [3]. Марія Кирилівна Симонова заявила наступне [3]: "У фільмі все неправда. І відносини з Симоновим і з Рокоссовским, з яким у неї не було роману, і останні роки її життя, коли вона нібито жебрала. Принижена жінка, якої немає в живих, і вона нічого не може відповісти. І я Юрію Карі цього ніколи не пробачу.
Від судових позовів до творців серіалу всі родичі відмовилися, не бажаючи створювати йому додаткову рекламу [3].